# Gerd-Rüdiger Burmester
Gerd-Rüdiger Burmester (* 30. November 1953 in Hannover) ist ein deutscher Internist, Rheumatologe, Wissenschaftler und Hochschullehrer, der von 1993 bis 2022 die Medizinische Klinik mit Schwerpunkt Rheumatologie und Klinische Immunologie der Charité Universitätsmedizin Berlin, Freie Universität und Humboldt-Universität zu Berlin, aufbaute und leitete. Sein wissenschaftlicher Fokus liegt auf der klinischen Forschung und der Entwicklung innovativer Therapieansätze in der Rheumatologie.

## Leben
Gerd-Rüdiger Burmester wuchs in Hannover auf. Nach dem Abitur 1972 studierte er Medizin an der Medizinischen Hochschule Hannover, wo er 1978 approbiert und promoviert wurde. Seine Dissertation wurde von der Medizinischen Hochschule Hannover mit dem Preis für die beste medizinische Doktorarbeit ausgezeichnet. Nach dem Wehrdienst als Truppenarzt bei der Bundeswehr ging er 1980 mit einem Stipendium der Deutschen Forschungsgemeinschaft für zwei Jahre als Postdoctoral Fellow an die Abteilung von Henry G. Kunkel an der Rockefeller University und arbeitete parallel in der Abteilung von Robert J. Winchester am Hospital for Joint Diseases, Mount Sinai School of Medicine in New York, USA. Von 1982 bis 1988 absolvierte er die Weiterbildung zum Facharzt für Innere Medizin und Rheumatologie am Institut für Klinische Immunologie und Rheumatologie, Medizinischen Klinik 3 der Universität Erlangen-Nürnberg (Leitung: Joachim R. Kalden). 1988 wurde er zum Oberarzt befördert und nach seiner Habilitation 1990 zum Universitätsprofessor auf Lebenszeit und Vertreter des Klinikdirektors ernannt. Im Jahr 1993 folgte er dem Ruf der nach der Wende neu formierten Fakultät für Medizin der Charité, Berlin, um als Direktor die neue Medizinische Klinik mit Schwerpunkt Rheumatologie und Klinische Immunologie aufzubauen; von 1995 bis 1997 wirkte er auch als Prodekan der Medizinischen Fakultät. Für eine bessere Übertragung von Forschungsergebnissen aus dem Labor ans Krankenbett und umgekehrt verzahnte Burmester von Anfang an die Arbeit seiner Klinik sehr erfolgreich mit dem Deutschen Rheuma-Forschungszentrum Berlin, insbesondere mit der Grundlagenforschung unter Andreas Radbruch und der Versorgungsforschung unter Angela Zink. Darüber hinaus baute er das Zentrum der Charité für Innere Medizin und Dermatologie auf, dem er von 2006 bis 2016 als Ärztlicher Leiter vorstand. Im Jahr 2022 wurde er emeritiert, ist aber weiterhin als Facharzt für Innere Medizin und Rheumatologie in Berlin tätig.
Burmester prägte sein Fachgebiet sowohl auf nationaler als auch auf internationaler Ebene. Von 2001 bis 2002 war er Präsident der Deutschen Gesellschaft für Rheumatologie, die ihn 2022 zum Ehrenmitglied ernannte. 2006 wurde in die Nationale Akademie der Wissenschaften Leopoldina aufgenommen. Von 2016 bis 2017 war er Präsident des europäischen Dachverbandes der Rheumatologie, der European Alliance of Associations for Rheumatology, EULAR, mit Sitz in der Schweiz. In dieser Funktion initiierte unter anderem die Gründung der EULAR School of Rheumatology, die alle Aspekte der Fort- und Weiterbildung in der Rheumatologie bearbeitet und eine Harmonisierung der rheumatologischen Qualifikationen auf europäischer Ebene anstrebt. Darüber hinaus förderte er die Integration der nationalen Fachgesellschaften in den Dachverband und intensivierte die interkontinentale Zusammenarbeit, insbesondere mit der amerikanischen Schwestergesellschaft, dem American College of Rheumatology, ACR, das ihn 2019 zum Master of the ACR erhob. 2022 erhielt er den EULAR Meritorious Service Award; das ist die höchste Ehrung, die EULAR für ein Lebenswerk in der Rheumatologie zu vergeben hat. 2024 wurde er darüber hinaus mit dem Master of the Asia Pacific League of Associations for Rheumatology (APLAR) ausgezeichnet.
2017 übernahm er für 6 Jahre das Präsidium des Stiftungsrates von FOREUM, Foundation for Research in Rheumatology, einer gemeinnützigen Stiftung zur Forschungsförderung mit Sitz in der Schweiz.
In Burmesters Amtszeit als EULAR Präsident fällt auch die Gründung der frei im Internet zugänglichen (Open Access) rheumatologischen Fachzeitschrift RMD Open, die er von 2022 bis 2024 als Schriftleiter betreute, die aber nur bis Ende 2024 ein offizielles Organ der EULAR war. Seit Januar 2025 ist er Gründungsherausgeber und Schriftleiter von EULAR Rheumatology Open, ERO, der neuen offiziellen Open Access Fachzeitschrift der EULAR. Darüber hinaus ist Burmester Mitglied der Schriftleitung zahlreicher weiterer internationaler Fachzeitschriften in der Rheumatologie, unter anderen des EULAR Flaggschiff-Journals Annals of the Rheumatic Diseases. 

## Werk/Wirken
Als Internist, Rheumatologe und Immunologe legt Burmester stets besonderes Augenmerk auf die interdisziplinäre Forschung. Sein wissenschaftliches Interesse reicht von der Aufklärung der molekularen Ursachen entzündlich-rheumatischer Erkrankungen bis zum Einsatz innovativer neuer Immuntherapien. Seine klinische Forschung umfasst ein breites Spektrum von Erkrankungen, mit besonderem Augenmerk auf dem Krankheitsbild der rheumatoiden Arthritis.

## Ehrungen (Auswahl)
- 1977 Stipendienpreis der Gesellschaft der Freunde der Medizinischen Hochschule Hannover für die besten Dissertationen des Jahres 1976/77
- 1992 Bruno Schuler-Preis der Deutschen Gesellschaft für Rheumatologie
- 1996 Preis der Fachschaft Medizin für die beste Lehre
- 1996 Förderpreis der Sandoz-Stiftung für therapeutische Forschung
- 1997 1. Preis des Rhone-Poulenc Forschungspreises für Neuromuskuläre Erkrankungen der Deutschen Gesellschaft für Muskelkranke e.V.
- 1998 Jan van Breemen-Preis der Niederländischen Gesellschaft für Rheumatologie
- 2000 Forschungspreis der Chirurgischen Arbeitsgemeinschaft für Biomaterialien der Deutschen Gesellschaft für Chirurgie (gemeinsam mit B. Kreklau und Mitarbeitern)
- 2001 Wissenschaftspreis des Arbeitskreises Stütz- und Bewegungsorgane der Deutschen Gesellschaft für Ultraschall in der Medizin (gemeinsam mit M. Backhaus und Mitarbeitern)
- 2003 Ehrenmitglied der Ungarischen Gesellschaft für Rheumatologie
- 2006 Mitglied der Nationalen Akademie der Wissenschaften Leopoldina
- 2006 Ehrenmitglied der EULAR
- 2013 Carol Nachman-Preis für Rheumatologie der Landeshauptstadt Wiesbaden
- 2014 Ehrenmitgliedschaft der Polnischen Gesellschaft für Rheumatologie 2014
- 2015 Albrecht von Graefe-Medaille der Berliner Medizinischen Gesellschaft 2015
- 2015 Franziskus-Blondel-Medaille der Stadt Aachen für herausragende Verdienste in der Rheumatologie
- 2019 Master of the American College of Rheumatology
- 2022 Meritorious Service Award der EULAR (European Alliance of Associations for Rheumatology)
- 2022 Ehrenmitglied der Deutschen Gesellschaft für Rheumatologie und Klinische Immunologie
- 2024 Master of the Asia Pacific League of Associations for Rheumatology (APLAR)

## Veröffentlichungen
PubMed listet über 1000 wissenschaftliche Publikationen von oder mit Burmester, ORCID 852.
Darüber hinaus veröffentlichte Burmester sowohl populärwissenschaftliche als auch Fachbücher.